# Jürgen Moltmann
Jürgen Moltmann (8 de abril de 1926 - 3 de junho de 2024) foi um teólogo reformado alemão. Foi professor de teologia sistemática na Universidade de Tubinga e era conhecido por obras como Teologia da Esperança, O Deus Crucificado, e Deus na Criação, e as suas contribuições para a teologia sistemática. As suas obras foram traduzidas para vários idiomas.
Moltmann descreveu a sua teologia como uma extensão da obra teológica de Karl Barth, especialmente a Church Dogmatics, e descreveu o seu trabalho como pós-barthiano. Desenvolveu uma forma de teologia da libertação, em parte de inspiração marxista, baseada na visão de que Deus sofre com a humanidade, ao mesmo tempo que promete à humanidade um futuro melhor através da esperança da Ressurreição, que ele designou de 'teologia da esperança', em parte inspirada pelo filósofo marxista Ernst Bloch. Grande parte do trabalho de Moltmann consistiu em desenvolver as implicações dessas ideias para diversas áreas da teologia. Moltmann tornou-se conhecido por desenvolver uma forma de trinitarianismo social. O teólogo recebeu vários doutoramentos honorários internacionais.